# Let Me Go
"Let Me Go" је први сингл са албума Seventeen Days групе 3 Doors Down. Објављен је 14. фебруара 2005. године, а на топ-листама је достигао 14. (САД) и 55. (Аустралија) место. 
Песма је првенствено била намењена за филм "Спајдермен 2", али је одлука повучена, јер је бенд желео да песму задржи за себе и песма се није појавила у филму.

## Спот
Спот приказује двоје тинејџера (глуме их познати холивудски глумци Џоди Лин О'Киф, позната из серије Бостонски адвокати и Џеси Меткалф, познат као баштован из "Очајних домаћица"). Њихова веза делује савршено све док он не открије њену тајну - да је запослена као стриптизета у локалном кабареу. Он хладнокрвно раскида са њом, а остатак спота приказује његово кајање због те одлуке. На крају, он сазнаје да њен "посао" заправо није њена највећа тајна - већ дете које носи, због којег је и пристала на овакав посао. 3 Doors Down су у интервјуу открили да је идеја спота да девојка мрзи посао који ради, али је приморана на њега.